# Oxira nigrafasciata
Oxira nigrafasciata là một loài bướm đêm trong họ Noctuidae.